# Гравина (остров)
Гравина (англ. Gravina Island) — остров в Архипелаге Александра на юго-востоке штата Аляска, США.

## География
Размеры острова составляют 34 на 15 километров, площадь — 246 км². По переписи населения 2000 года на острове проживали 50 человек. Расстояние до ближайших соседей:
- до острова Ревильяхихедо (на северо-востоке) — около 300 метров,
- до острова Аннетт (на востоке) — около 2,2 километра.

В северной части острова расположен аэропорт Кетчикен.

## История
Остров был открыт испанским мореплавателем Хасинто Кааманьо в 1792 году; он дал название Гравина группе островов в честь Федерико Гравины, испанского адмирала, участника Трафальгарского сражения. В следующем году английский мореплаватель Джордж Ванкувер применил это название в отношении единственного острова, закрепив его.

## Факты
В 2005 году был предложен проект моста, который бы связывал соседние острова Гравина и Ревильяхихедо, заменив собой паромное сообщение. Несмотря на громкие заявления политиков и выделенные деньги в размере нескольких сотен миллионов долларов, строительство так и не было начато; деньги исчезли, проект получил неофициальное название «Мост в никуда».